# Cordia panicularis
Cordia panicularis is een struik of kleine boom die in 1806  door de Britse botanicus Edward Rudge voor het eerst geldig beschreven werd.
Het verspreidingsgebied ligt in tropisch Zuid-Amerika: Brazilië, Guyana, Suriname, het Franse departement Guyane en op de Kleine Antillen.
De zwammen Favolus dermaporus en F. tessellatus uit de Polyporaceae zijn op deze boom aangetroffen.
Het is een van de soorten die bostafelhout levert.